# Acanthopagrus palmaris
Acanthopagrus palmaris е вид лъчеперка от семейство Sparidae. Видът е незастрашен от изчезване.

## Разпространение
Разпространен е в Западна Австралия.

## Описание
На дължина достигат до 40 cm.